# Amber Ruffin

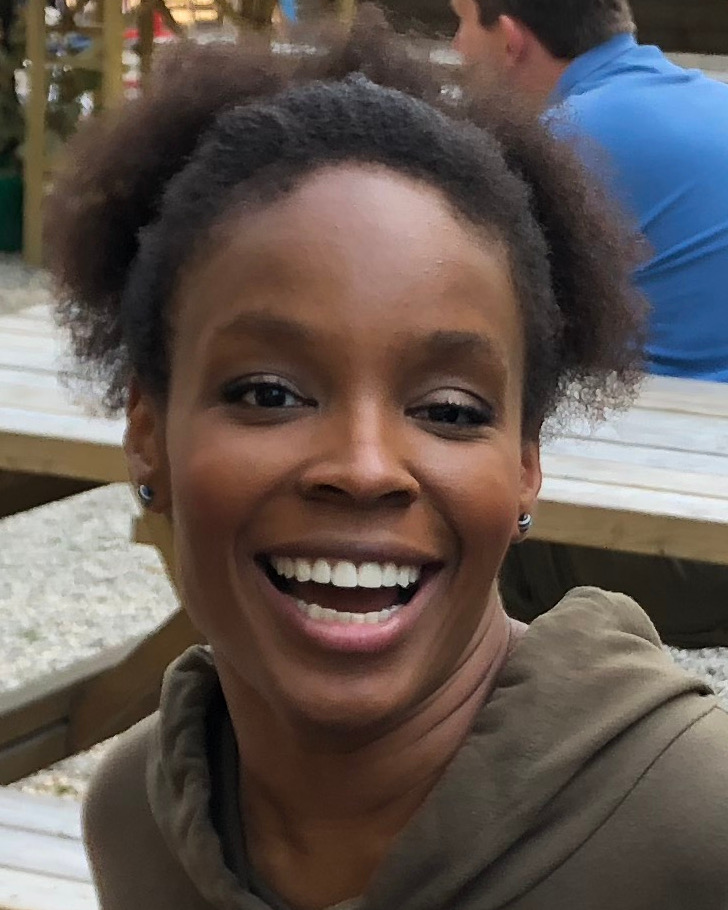
Amber Ruffin, 2018

Amber Ruffin (* 1979) ist eine US-amerikanische Komikerin, Drehbuchautorin und Fernsehmoderatorin. Sie begann im Jahr 2014 für Late Night with Seth Meyers zu arbeiten, im Herbst 2020 erhielt sie mit The Amber Ruffin Show auch eine eigene Sendung.

## Leben
Ruffin wuchs in Omaha mit vier Geschwistern auf. Ihre Eltern waren beide Veteranen der United States Air Force und betrieben eine Kindertagesstätte. Amber Ruffin zog später nach Chicago, wo sie eine Comedy-Karriere anstrebte. Sie wurde Teil der internationalen Theater-Gruppe Boom Chicago. Im Jahr 2008 zog sie nach Amsterdam, wo sie mit der Gruppe Improv-Comedy-Auftritte machte. Mit ihrem niederländischen Ehemann zog sie im Jahr 2011 nach Los Angeles.
Im Jahr 2013 versuchte Ruffin Teil der Fernsehsendung Saturday Night Live zu werden. Stattdessen bekam sie von Seth Meyers, dem damaligen Head-Writer der Sendung, das Angebot für dessen geplante Show Late Night with Seth Meyers zu arbeiten. Sie wurde schließlich die erste afroamerikanische Autorin in einer der großen Late-Night-Shows des Landes. Neben ihrer Tätigkeit als Schreiberin tritt sie in wiederkehrenden Showelementen wie Jokes Seth Can’t Tell und Amber Says What? auf. Nach der Tötung von George Floyd berichtete sie im Mai 2020 in vier Sendungen über eigene Erfahrungen mit der Polizei. In den Jahren 2017 bis 2020 wurde sie für ihre Arbeit bei der Late-Night-Sendung jeweils in der Kategorie „Outstanding Writing For A Variety Series“ bei den Emmy Awards nominiert. Des Weiteren schrieb sie auch für die Sendungen Drunk History und Detroiters von Comedy Central.
Als Moderatorin führte sie im Jahr 2018 durch die WGA Awards. Im Jahr 2019 war Ruffin Teil des Autorenteams hinter der HBO-Serie A Black Lady Sketch Show. Im Herbst 2020 begann sie mit The Amber Ruffin Show ihre eigene wöchentliche Sendung für den NBC-Streaming-Service Peacock zu moderieren. Zuvor waren mehrere ihrer für den Sender geplanten Sendungen nicht umgesetzt worden. Im Januar 2024 bestätigte Ruffin, dass die Show nicht mehr fortgesetzt werden würde.
Gemeinsam mit ihrer älteren Schwester Lacey Lamar veröffentlichte sie im Januar 2021 das Buch You'll Never Believe What Happened to Lacey.

## Werke
- 2021: You'll Never Believe What Happened to Lacey: Crazy Stories About Racism (mit Lacey Lamar)